# Goyovy přízraky
Goyovy přízraky (v anglickém originále Goya's Ghosts) je španělsko-americký film z roku 2006, natočený podle scénáře Miloše Formana a Jean-Claude Carrière ve Španělsku v roce 2005. Režie se ujal sám Miloš Forman a hudbu k filmu složil a nahrál Varhan Orchestrovič Bauer se svým Okamžitým filmovým orchestrem.

## Příběh
Film vypráví o moci katolické církve ve Španělsku v 18. století, o malíři Franciscu Goyovi, Španělské inkvizici, vpádu Napoleonského vojska do Bourbonského Španělska a následném ústupu před anglickou armádou a španělskými povstalci, kteří Španělsko nenechali padnout do francouzských rukou.
Děj začíná v roce 1792 v Madridu, kde se představitelé katolické církve sešli kvůli obrazům, které namaloval Francisco Goya. Ten je renomovaným malířem, který je mimo jiné dvorním malířem krále Karla III. a později i jeho syna Karla IV.

## Obsazení
| Herec/herečka     | role                   |
| ----------------- | ---------------------- |
| Stellan Skarsgard | Francisco Goya         |
| Natalie Portman   | Ines Bilbatua & Alicia |
| Javier Bardem     | kněz Lorenzo           |

## Zajímavosti
- Film se stal finančním propadákem. Jeho rozpočet byl 50 milionu dolarů a jeho výdělek celosvětově činil pouze 9,5 milionu dolarů.[1]